# Fang Yaoqing
Pour les articles homonymes, voir Fang.
Fang Yaoqing (en chinois : 方耀庆), né le 20 avril 1996, est un athlète chinois, spécialiste du triple saut.

## Biographie
Médaillé d'argent du saut en longueur et du triple saut lors des championnats du monde jeunesse 2013, il remporte le titre du triple saut lors des championnats d'Asie juniors 2014.
Il ne franchit pas le cap des qualifications lors des championnats du monde 2017 et se classe 10e des championnats du monde 2019.
En 2021, il se classe 8e du triple saut lors des Jeux olympiques de 2020, à Tokyo.

## Palmarès
| Date | Compétition                    | Lieu     | Résultat | Temps   |
| ---- | ------------------------------ | -------- | -------- | ------- |
| 2019 | Championnats du monde          | Doha     | 10e      | 16,65 m |
| 2021 | Jeux olympiques                | Tokyo    | 8e       | 17,01 m |
| 2023 | Championnats d'Asie en salle   | Astana   | 1er      | 17,20 m |
| 2023 | Championnats du monde          | Budapest | 6e       | 17,01 m |
| 2023 | Jeux asiatiques                | Hangzhou | 2e       | 16,93 m |
| 2024 | Championnats du monde en salle | Glasgow  | 4e       | 16,93 m |

## Records
| Épreuve              | Temps   | Lieu      | Date            |
| -------------------- | ------- | --------- | --------------- |
| Triple saut          | 17,17 m | Chongqing | 4 juin 2019     |
| Triple saut en salle | 17,20 m | Astana    | 10 février 2023 |